# Стробери Појнт (Ајова)
Стробери Појнт (енгл. Strawberry Point) град је у америчкој савезној држави Ајова. По попису становништва из 2010. у њему је живело 1.279 становника.

## Демографија
Према попису становништва из 2010. у граду је живело 1.279 становника, што је -107 (-7.7%) становника више него 2000. године.
| Група             | 2000.         | 2010.         |
| Белци             | 1.372 (99,0%) | 1.254 (98,0%) |
| Афроамериканци    | 0 (0,0%)      | 2 (0,2%)      |
| Азијати           | 0 (0,0%)      | 0 (0,0%)      |
| Хиспаноамериканци | 8 (0,6%)      | 11 (0,9%)     |
| Укупно            | 1.386         | 1.279         |